# De Beneficiis
Sobre os Benefícios (De Beneficiis), uma das obras do período final da vida de Sêneca, diz respeito à concessão e recepção de presentes e favores dentro da sociedade, e examina a natureza complexa e o papel da gratidão no contexto da ética estoica. A obra é dividida em sete livros subdivididos em várias seções, contendo exortações que o filósofo faz ao seu amigo Aebutius Liberalis.

## Tema
Trata-se de um ensaio sobre a gratidão. Sêneca explica porque considera a troca de benefícios como o principal vínculo da sociedade humana e receita preceitos e responde perguntas como: O que devemos em troca de um benefício recebido – Que tipos de benefícios devem ser concedidos, e de que maneira – De quem se deve receber um benefício? – A ingratidão deveria ser punida por lei? – Um escravo pode conceder um benefício? – Um filho pode conceder um benefício a seu pai? – Como escolher o homem a ser beneficiado –Como se deve tolerar os ingratos.
Sêneca usa das situações cotidianas e hábitos comuns dos romanos para levar a cabo alguns aspectos da Filosofia estóica o que torna a leitura duplamente interessante: não só pela filosofia mas também para que conheçamos a cultura e sociedade do império Romano. A ética de Séneca é sempre pura, e dele obtemos, embora em segunda mão, uma visão das doutrinas dos filósofos gregos, Zenão, Epicuro, Crísipo e outros, cujos preceitos e sistema de pensamento filosófico tinham na sociedade romana culta ocupado o lugar da velha adoração dos deuses Júpiter e Quirino.

### Destinatário
Sobre o destinatário pouco se sabe. Liberalis também foi objeto de discussão em uma das cartas que Sêneca destinou a seu dileto amigo Lucílio de onde sabemos que ele era natural de Lião, na Gália, atualmente Lyon, cidade ao sul de Paris.

### Do Título
Embora De Beneficiis seja tipicamente traduzido como Sobre os Benefícios, a palavra Beneficiis é derivada da palavra latina beneficium, que significa um favor, benefício, serviço ou bondade. Na idade média foi traduzido com Virtuosa Benfeitoria pelo Infante D. Pedro 1° Duque de Coimbra. Outras traduções do título para a língua inglesa incluem: Sobre presentes e serviços; Sobre a concessão e recepção de favores; Sobre favores; e Sobre obras de caridade.

## Conteúdo
Sobre os Benefícios compreende sete livros. A primeira frase da obra diz:
Entre as numerosas falhas daqueles que passam suas vidas imprudentemente e sem a devida reflexão, meu bom amigo Liberalis, devo dizer que dificilmente alguém é tão prejudicial à sociedade, quanto aquele que não sabe como dar ou como receber um benefício. (I,1)

### Trechos
Há uma grande diferença entre o assunto de um benefício e o benefício em si. Portanto, nem o ouro nem a prata, nem qualquer das coisas mais altamente estimadas, são benefícios, mas o benefício está na boa vontade daquele que os dá. (I,5)
Não é, portanto, a coisa que é feita ou dada, mas o espírito em que é feito ou dado, que deve ser considerado, porque existe um benefício, não naquilo que é feito ou dado, mas na mente da pessoa fazedora ou doadora. (I,6)
No entanto, os homens concedem benefícios a seus reis e generais; portanto, os escravos podem conceder benefícios aos seus mestres. Um escravo pode ser justo, corajoso e magnânimo; ele pode, portanto, conceder um benefício, pois esta é também o papel de um homem virtuoso. (III, 18)
Então, se você fala de natureza, destino ou fortuna, estes são todos os nomes do mesmo Deus, usando seu poder de maneiras diferentes. Assim também a justiça, a honestidade, a discrição, a coragem, a frugalidade, são todas as boas qualidades de uma e da mesma mente; (IV,8)
Se você se examinar cuidadosamente, talvez encontre o vício de que se queixa no seu próprio peito; você está errado ao se irritar com uma falha generalizada, e tolo ao mesmo tempo, pois ela também é sua; você deve perdoar os outros, para que você mesmo possa ser absolvido. (VII, 28)

### Livros e tópicos

#### Livro I
A prevalência da ingratidão – Como um benefício deve ser concedido – As três Graças – Os benefícios são o principal vínculo da sociedade humana – O que devemos em troca de um benefício recebido – O benefício consiste não de uma coisa, mas do desejo de fazer o bem – Sócrates e Équinas – Que tipos de benefícios devem ser concedidos, e de que maneira – Alexandre e a concessão do benefício de Corinto.

#### Livro II
Muitos homens dão por fraqueza de caráter – Devemos dar antes que nossos amigos peçam – Muitos benefícios são estragados pela maneira de dar – Mario Nepos e Tibério – Alguns benefícios devem ser dados secretamente – Não devemos dar o que seria prejudicial para o receptor – O presente de Alexandre de uma cidade – Intercâmbio de benefícios como um jogo de bola – De quem se deve receber um benefício? – Exemplos – Como receber um benefício –Ingratidão causada por amor próprio, por ganância ou por inveja – Gratidão e pagamento não a mesma coisa – Fidías e os mesmos benefícios

#### Livro III
Ingratidão – É pior ser ingrato pela bondade ou nem se lembrar dela? –A ingratidão deveria ser punida por lei? –Um escravo pode conceder um benefício? –Um filho pode conceder um benefício a seu pai? – Exemplos

#### Livro IV
Se a outorga de benefícios e o retorno da gratidão por eles são objetos desejáveis em si mesmos? Será que Deus concede benefícios? –Como escolher o homem a ser beneficiado – Nós não devemos procurar qualquer retorno – Verdadeira gratidão – De manter a sua promessa – Filipe e o soldado – Zenão?

#### Livro V
De ser derrotado em uma competição de benefícios – Sócrates e Arquelau – Se um homem pode ser grato a si mesmo, ou pode conceder um benefício a si mesmo – Exemplos de ingratidão – Diálogo sobre ingratidão – Se alguém deve lembrar seus amigos do que fez por eles – Caesar e o soldado – Tibério.

#### Livro VI
Se um benefício pode ser tirado pela força– Nós não somos gratos pelas vantagens que recebemos da Natureza – Para me colocar sob uma obrigação, você deve me beneficiar intencionalmente – a história dos dois escravos – de benefícios dados em um espírito interesseiro – Os médicos e professores dão enormes benefícios, mas são suficientemente pagos por uma taxa moderada – Platão e o barqueiro –Devemos desejar que o mal possa acontecer aos nossos benfeitores, a fim de que possamos mostrar nossa gratidão, ajudando–os?

#### Livro VII
O cínico Demétrio – suas regras de conduta – do homem verdadeiramente sábio – se alguém que fez tudo ao seu alcance para devolver um benefício o devolveu –Devemos devolver um benefício a um homem mau? –O pitagórico, e o sapateiro – Como se deve tolerar os ingratos.

## Tradução
Tradução para o português baseada em versões em inglês de Aubrey Stewart e John Basore foi feita por Alexandre Pires Vieira em 2019. 